# Jabłoniewka
Jabłoniewka – osiedle typu wiejskiego w obwodzie królewieckim Federacji Rosyjskiej.
Położona ok. 13 km na południowy zachód od Królewca. Obecnie (ru: Яблоневка - Jablonewka, Jablonevka), do 1946 r. nazwa de: Lichtenhagen, Kreis Königsberg (pl: powiat Królewiec).
Historyczną nazwę wieś uzyskała prawdopodobnie od swego założyciela, komtura pokarmińskiego Konrada von Lichtenhayn, wzmiankowanego w 1304 r. Wielki mistrz Henryk Dusemer w 1349 r. nadał wieś, wraz z kościołem i młynem, klasztorowi cysterek w Lipniku, założonemu jako wotum za zwycięstwo nad Litwinami.
Kościół parafialny, w średniowieczu należący do diecezji warmińskiej, został poświęcony w 1350 r. Od XVI w. był ewangelicki. Powstał jako budowla gotycka, ceglano-kamienna, jednonawowa z wąskim prostokątnym prezbiterium, zwieńczonym schodkowym szczytem. W końcu XIV w. dobudowano od zachodu wysuniętą do przodu niską wieżę, w górnej części drewnianą (ostatnia zachowana pochodziła z pierwszej połowy XVIII w.) Wnętrze było kryte stropem. Budowla przetrwała wojnę i po 1945 r. służyła jako magazyn. Zachowały się pozostałości malowideł ściennych z około 1400 r. z postaciami świętych. Wyposażenie uległo zniszczeniu - m.in. późnogotycki rzeźbiony i malowany tryptyk Matki Boskiej Bolesnej z około 1515 r., barokowa kazalnica z 1633 r. i ołtarz z około 1690 r. oraz bogato zdobione epitafium z lat 1605-1607.
Budowla została opuszczona w 1993 r. i odtąd ulega szybkiej dewastacji.